# Les 10 Serpents les plus dangereux
Les 10 Serpents les plus dangereux est une émission de télévision britannique documentaire sur la nature.
Les épisodes, longs d'environ 45 minutes, sont présentés par Nigel Marven qui, au cours de voyages autour de la planète, invite à découvrir sa liste des dix serpents les plus dangereux du pays ou du continent où il se trouve. 
Produite par Image Impact, l'émission est diffusée sur Eden Channel depuis 2014. Les deux premières saisons ont également été diffusées sur Animal Planet Europe ; la saison 3 a été diffusée sur Nat Geo Wild UK, puis sur Nat Geo Wild Europe & Africa en 2017. En France, les deux premières saisons sont diffusées d'abord sur Ushuaïa TV depuis le printemps 2017. La première saison est diffusée dans son intégralité le 19 août 2017 sur France 4.

## Épisodes
En 2017, douze épisodes au total ont été diffusés, au rythme de quatre épisodes courant sur trois saisons.
Les serpents figurant sur les listes de Nigel Marven sont:

### Costa Rica(diffusé le 19 juin 2014)
- 10. pélamide
- 9. vipère sauteuse
- 8. vipère des palmiers
- 7. vipère à nez de cochon
- 6. vipère à cils
- 5. serpent corail
- 4. crotale cascabelle
- 3. vipère Picado
- 2. terciopelo
- 1. maître de la brousse à tête noire

### États-Unis(diffusé le 19 juin 2014)
- 10. crotale des rochers
- 9. crotale cornu
- 8. mocassin à tête cuivrée
- 7. crotale des bois
- 6. crotale-tigre
- 5. mocassin d'eau
- 4. serpent arlequin
- 3. crotale diamantin de l'Est
- 2. crotale diamantin de l'Ouest
- 1. crotale de Mojave

### Afrique du Sud(diffusé le 19 juin 2014)
- 10. serpent corail du Cap
- 9. boomslang
- 8. ringhal
- 7. mamba vert
- 6. vipère du Gabon
- 5. cobra des forêts
- 4. cobra cracheur du Mozambique
- 3. vipère heurtante
- 2. cobra du Cap
- 1. mamba noir

### Chine(diffusé le 28 novembre 2013)
- 10. mamushi à queue courte
- 9. crotale des bambous
- 8. serpent de mer de Chine
- 7. habu de Taïwan
- 6. vipère de Russell
- 5. cobra de Chine et cobra à monocle
- 4. bongare rayé
- 3. vipère des cent pas
- 2. crotale de Mangshan
- 1. cobra royal

### Malaisie(diffusé le 29 septembre 2015)
- 10. crotale du temple
- 9. python réticulé
- 8. bongare à tête rouge
- 7. vipère du Siam
- 6. crotale asiatique des montagnes
- 5. serpent de mer à bec
- 4. mocassin de Malaisie
- 3. vipère des mangroves
- 2. cobra royal
- 1. cobra cracheur de Sumatra et cobra à monocle

### Australie(diffusé le 30 septembre 2015)
- 10. serpent à collier rouge
- 9. taïpan du désert
- 8. vipère de la mort
- 7. hoplocephalus bungaroides
- 6. austrelaps labialis
- 5. serpent-tigre
- 4. tropidechis carinatus
- 3. serpent de la Mulga
- 2. taïpan côtier
- 1. serpent brun

### Inde(diffusé le 01 octobre 2015)
- 10. tricot rayé à lèvres jaunes
- 9. trimeresurus andersonii
- 8. vipère verte des bambous
- 7. vipère de Merrem
- 6. crotale de Malabar
- 5. cobra royal
- 4. cobra à lunettes
- 3. échide carénée
- 2. bongare indien
- 1. vipère de Russell

### Europe(diffusé le 02 octobre 2015)
- 10. vipère française
- 9. vipère aspic
- 8. vipère d'Orsini
- 7. vipère de Séoane
- 6. vipère de Lataste
- 5. vipère péliade
- 4. vipère aspic
- 3. vipère des Cyclades
- 2. vipère ammodyte
- 1. vipère ottomane

### Philippines(diffusé le 05 janvier 2017)
- 10. Serpent des mangroves
- 9. python réticulé
- 8. crotale de Palawan
- 7. Tricot rayé à lèvres jaunes
- 6. crotale de Mindanao
- 5. cobra royal
- 4. serpent corail des Philippines
- 3. crotale des Philippines
- 2. cobra de Samar
- 1. cobra des Philippines

### Brésil(diffusé le 12 janvier 2017)
- 10. Micrurus corallinus
- 9. Jararaca-ilhoa
- 8. Urutu
- 7. Bothrops pubescens
- 6. Micrurus lemniscatus
- 5. Bothrops bilineatus
- 4. Fer de lance commun
- 3. Crotalus durissus
- 2. Bothrops jararacussu
- 1. Bothrops jararaca

### Mexique(diffusé le 19 janvier 2017)
- 10. Crotalus morulus
- 9. Crotalus triseriatus
- 8. serpent corail du Texas
- 7. Crotalus catalinensis
- 6. Crotalus mitchellii
- 5. Crotalus enyo
- 4. Crotalus ruber
- 3. Agkistrodon taylori
- 2. crotale diamantin de l'Ouest
- 1. Terciopelo

### Arabie(diffusé le 02 février 2017)
- 10. Telescopus dhara
- 9. Rhagerhis moilensis
- 8. Pseudocerastes persicus
- 7. vipère heuretante
- 6. Naja arabica
- 5. Walterinnesia aegyptia
- 4. Hydrophis lapemoides
- 3. Cerastes gasperettii
- 2. Echis carinatus sochureki
- 1. Echis omanensis